# Blutreinigungstee
Blutreinigungstee, auch als Entschlackungstee bezeichnet, wurde medizinisch und wird heute noch in der Volksmedizin und Alternativmedizin unter der Annahme eingesetzt, dass er das Blut von hypothetischen Schadstoffen entschlacken könne.
Es werden hauptsächlich harntreibende und abführende Teedrogen zur Herstellung von Blutreinigungstees eingesetzt. Je nach Rezeptur werden verschiedene Pflanzen verwendet. Unter anderem gebräuchlich sind Schlehdorn, Löffelkraut, Nachtschatten, Stiefmütterchen, Hauhechel, Brennnessel, Ackerschachtelhalm, und Birke.
In der wissenschaftlichen medizinischen Literatur wird der Begriff „Blutreinigungstee“ nicht verwendet. Das Bundesverwaltungsgericht untersagte im Jahr 2008 in letzter Instanz das Inverkehrbringen einer arzneilichen Fertigteemischung unter der Bezeichnung „Blutreinigungstee“, da die Bezeichnung irreführend sei. Es ist nicht möglich, das Blut mit Hilfe von Tee von Schlacken zu reinigen. Der menschliche Körper entsorgt Giftstoffe auf natürliche Weise durch Leber und Niere. Die Anwendung von Blutreinigungstees soll allerdings diese Entgiftungs- und Ausscheidungsfunktionen anregen. Im menschlichen Körper fällt keine Schlacke (ein Begriff aus der Metallverarbeitung) an. Hier wäre der Begriff der Metaboliten als Produkte des Stoffwechsels treffender. Weil die meisten Blutreinigungstees harntreibend oder abführend wirken, besteht bei längerem Gebrauch die Gefahr der Gewöhnung.

## Geschichte
Zu Beginn des 19. Jahrhunderts vertrieb der in Würzburg geborene, ab 1895 Veitshöchheimer Apotheker Carl Reichel (1843–1916) einen Blutreinigungstee nach einer Rezeptur seines in von 1833 bis 1875 in Würzburg und danach in Veitshöchheim als Kaufmann (unter anderem als „Colonialwaarenhändler und Essigfabrikant“ sowie Hersteller pharmazeutischer Präparate) tätigen Vaters Martin Reichel (1800–1887). Bestellungen von „Martin Reichels Blutreinigungstee“ erfolgten zwischen 1901 und 1914 nicht nur aus Bayern und Mitteldeutschland, sondern beispielsweise aus mehreren Städten Österreich-Ungarns. „Martin Reichel's Blutreinigungs-Tee“ wurde auch später noch von Carl Reichels Schwiegersohn Hermann Lockner (1850–1928) und seinem Enkel Hermann Lockner (1894–1980) bis 1944 von Würzburg aus (Bestelladresse: Ludwigstraße 7) vertrieben. Ein in einer alten Ausgabe des Schweizer Arzneibuchs (Pharmacopoea Helvetica V, 1933) monografierte Blutreinigungstee (Species depurativae) enthält Sassafraswurzel, Walnussblätter, Schlehdornblüten, Sennesblätter, Stiefmütterchenkraut, Guajakholz, Fenchelsamen, Süßholzwurzel und Sarsaparillenwurzel.